# Вааву
Атолл Вааву (мальд. ފެލިދެ އަތޮޅު) — административная единица Мальдивских островов. Она соответствует природному атоллу Фелидху и рифу Ваттару. Атолл Ваавву - наименьшая по площади суши и населению административная единица страны. Административный центр атолла Вааву располагается на острове Фелидхоо.

## Административное деление
Хаа Алифу, Хаа Даалу, Шавийани, Ноону, Раа, Баа, Каафу, и т. д. являются буквенными обозначениями, присвоенными современным административным единицам Мальдивских островов. Они не являются собственными названиями атоллов, которые входят в состав этих административных единиц. Некоторые атоллы разделены между двумя административными единицами, в другие административные единицы входят два или более атоллов. Порядок буквенных обозначений идет с севера на юг по буквам алфавита тана, который используется в языке дивехи. Эти обозначения неточны с географической и культурной точки зрения, однако популярны среди туристов и иностранцев, прибывающих на Мальдивы. Они находят их более простыми и запоминающимися по сравнению с настоящими названиями атоллов на языке дивехи (кроме пары исключений, как, например, атолл Ари).

## Обитаемые острова
В состав атолла Вааву входят 5 островов, имеющих постоянное местное население: Фелидхоо, Фулидхоо, Кейодхоо, Ракеедхоо и Тинадхоо.